# 江本三千年
江本 三千年（えもと みちとし、1922年 - 1987年7月30日）は、日本のアナウンサー。

## 来歴・人物
青山学院専門部（現在の青山学院大学）在学中に、陸上競技の選手として活躍。同校にとって初めての箱根駅伝であった1943年の第22回大会（「靖国神社・箱根神社間往復関東学徒鍛錬継走大会」として開催）では、5区の走者に起用されると、1時間47分53秒というタイム（出場11校中区間8位）を記録した。
1951年に新日本放送（NJB。1958年より毎日放送=MBS）へ第1期生として入社したが、1953年に日本テレビ（NTV）へ第1期生として移籍。移籍後は、主にスポーツ中継の実況を担当した。1955年には、東宝の配給で公開された野球映画『不滅の熱球』へ、同僚アナウンサーの茂木太郎・大平和夫・越智正典とともに出演した。

## 出演情報
番組
- 大相撲中継
  - 『大相撲春場所実況』[5][6]（1952年1月12日 - 同26日[5][6]。NJBとKRの共同制作により、CBC・RKB含む4局ネットで放送[7]）では、同じくNJBの杉本隆平とともに実況を担当した[5]。
- Dramatic Game 1844（NTVのプロ野球中継。タイトルは2011年以降）
  - 1953年の日本シリーズ（10月13日、第4戦）
- 日本プロレス中継（NTV。1954年2月21日放送で初担当）
- 全日本剣道大会中継（NTV。1954年10月10日）[8]

映画
- 不滅の熱球（1955年、東宝） - アナウンサー 役

## 参考資料
- TBS50年史（2002年1月、東京放送編・発行）…国立国会図書館の所蔵情報
  - 資料編
  - 付録のDVD-ROM『ハイブリッド検索編』に収録されたPDFファイル
    - 『TBSアナウンサーの動き』（ラジオ東京→TBSの歴代アナウンサーの記録を、同社の歴史とともにまとめた文書）
    - ラジオ番組データベース
- ザ・テレビ欄0 1954〜1974（2009年8月31日、TOブックス発行、テレビ欄研究会編・著、ISBN 4904376102） - 1954年から1974年の間に発行された報知新聞東京本社版テレビ欄の一部を掲載（奥付に「協力：株式会社報知新聞社」のクレジットあり）。
- 外部リンク